# هرتسبرغ أم هارتس
هرتسبرغ أم هارتس (بالألمانية: Herzberg am Harz) هي بلدة ألمانية تقع في ألمانيا في سكسونيا السفلى.

## المدن التوأمة
مدينة Góra هي مدينة توأمة لـهرتسبرغ آم هارتس.

## أعلام
- هان بيرغيوس
- غيورغ فيلهلم
- يوهان فريدرش دوق براونشفايغ لونيبورغ
- صوفي أمالي من براونشفايغ-لونبورغ
- إرنست أوغست